# Saint-François-du-Lac
Saint-François-du-Lac est une municipalité canadienne du Québec située dans la municipalité régionale de comté de Nicolet-Yamaska et dans la région administrative du Centre-du-Québec.

## Toponymie
Elle est nommée en l'honneur de saint François Xavier. Le nom de Saint-François est souvent anglicisé en St. Francis, en particulier lorsqu'il s'agit de récits sur les Rangers de Rogers tels que Francis Marion ou John Stark.

## Géographie
Saint-François-du-Lac longe la rivière Saint-François (en rive ouest) au sud du lac Saint-Pierre (premier élargissement, long et peu profond, du Saint-Laurent en amont de Québec), en face de Trois-Rivières. 

## Démographie
| 1996  | 2001  | 2006  | 2011  | 2016  | 2021  |
| ----- | ----- | ----- | ----- | ----- | ----- |
| 2 001 | 1 961 | 2 002 | 1 957 | 1 965 | 1 898 |

## Administration

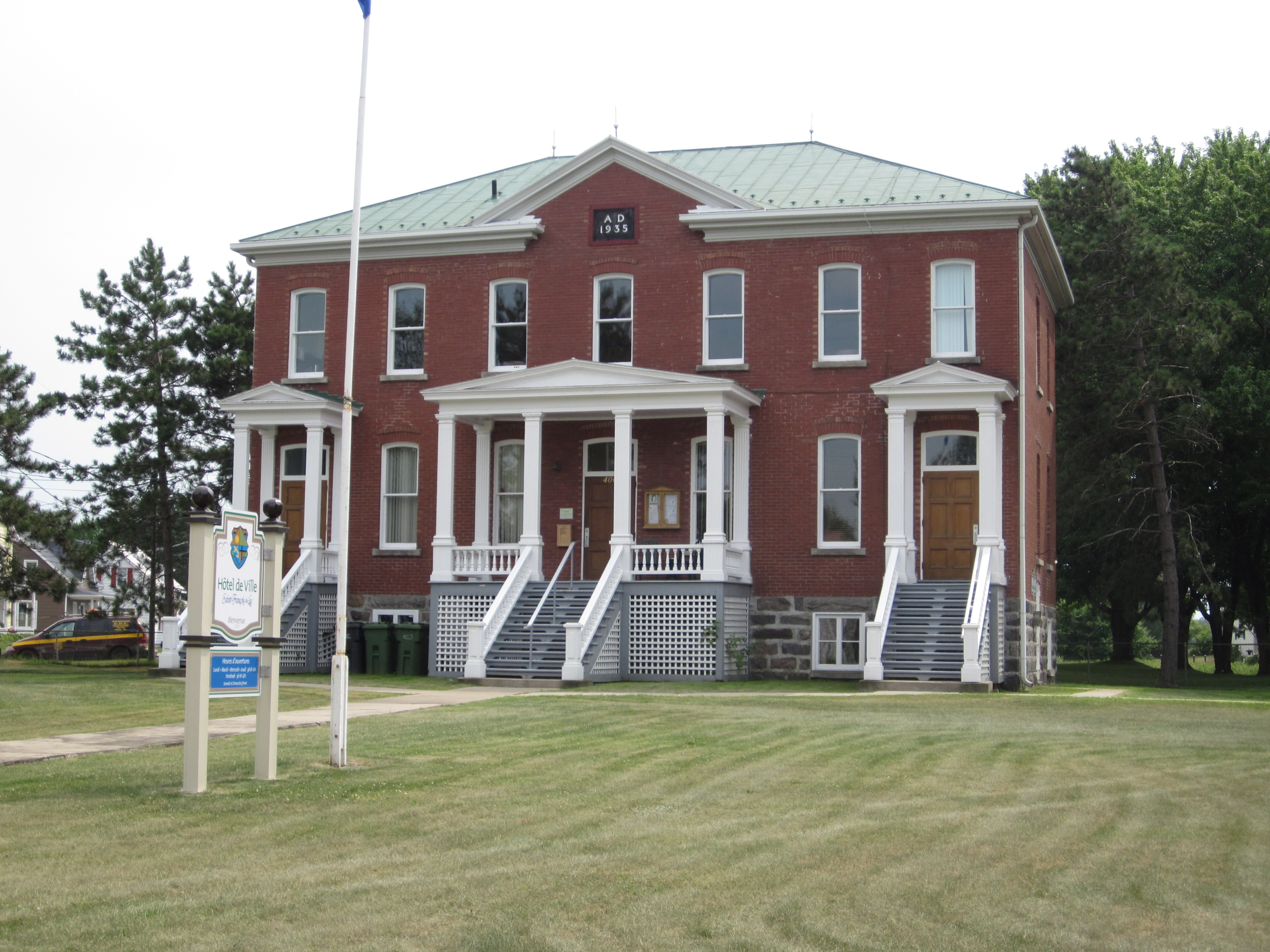
Hôtel de ville de Saint-François-du-Lac

Les élections municipales se font en bloc pour le maire et les six conseillers.
| Saint-François-du-Lac Maires depuis 2001                                                                             |                     |         |          |
| Élection | Maire               | Qualité | Résultat |
| 2001 | Jacques Gill        |         | Voir     |
| 2005 | Georgette Critchley |         | Voir     |
| 2009 | Georgette Critchley | Voir    |          |
| 2013 | Pierre Yelle        |         | Voir     |
| 2017 | Pascal Théroux      |         | Voir     |
| 2021 | Pascal Théroux      | Voir    |          |
| Élection partielle en italique Depuis 2005, les élections sont simultanées dans toutes les municipalités québécoises |                     |         |          |

- Louis-Jules Allard (avocat et homme politique fut maire de Saint-François-du-lac de 1895 a 1898.

## Eau minérale
À Saint-François-du-Lac se trouve une source d'eau minérale embouteillée sous le nom d'Abenakis.